# Holcombe Rogus
Holcombe Rogus är en ort och civil parish i Storbritannien.   Den ligger i grevskapet Devon och riksdelen England, i den södra delen av landet, 230 km väster om huvudstaden London. Holcombe Rogus ligger 127 meter över havet och antalet invånare är 503.
Terrängen runt Holcombe Rogus är platt åt sydväst, men åt nordost är den kuperad. Runt Holcombe Rogus är det ganska tätbefolkat, med 134 invånare per kvadratkilometer. Närmaste större samhälle är Taunton, 17,7 km öster om Holcombe Rogus. Trakten runt Holcombe Rogus består i huvudsak av gräsmarker.